# Ettal Atoll
Ettal Atoll är en atoll i Mikronesiska federationen.   Den ligger i kommunen Ettal Municipality och delstaten Chuuk, i den västra delen av landet, 500 km väster om huvudstaden Palikir.